# Cartel da Cevada
Cartel da Cevada é uma banda brasileira de rock bagual, criada em Porto Alegre, capital do Rio Grande do Sul, em 2004. Seu estilo mistura influências musicais do rock setentista de bandas como Black Sabbath, Led Zeppelin e AC/DC, fundidas com a tradição regional gaúcha de contos e causos. Já dividiu o palco com Scorpions, Whitesnake, Sepultura, Helloween, Ugly Kid Joe, Crucified Barbara, CJ Ramone, Hibria, Reytoro, Matanza, Tequila Baby, Rosa Tattoada, Bicho da Seda, Marcelo Nova, Pata de Elefante, entre outros. Fez centenas de shows em sua carreira, participações ao vivo em programas de rádio e televisão, abertas e fechadas, do Brasil e do exterior, além de diversos festivais, entre eles: Cosquin Rock (Córdoba, Argentina), Latin Rock (Hard Rock Cafe, BR) River Rock (Santa Catarina, BR) Domingo no Parque (Araújo Vianna, Porto Alegre, BR),  Matanza Fest (Opinião, Porto Alegre, BR), Rock n' Bira (Opinião, Porto Alegre, BR) entre muitos outros.

## História
Fundado em 2004, lançou sua primeira demo em 2005.
No início de 2011 o primeiro disco do Cartel da Cevada foi lançado no formato SMD, tecnologia brasileira ambientalmente responsável.
Em fevereiro de 2011 a banda foi a única brasileira  no Cosquín Rock, em Córdoba, Argentina, um dos maiores festivais de Rock da América do Sul. Em março de 2011, fez o lançamento oficial do disco no Showrrasco do Cartel, evento para mais de 500 pessoas com muito churrasco, trago e rock and roll na Casa do Gaúcho, no Parque da Harmonia em Porto Alegre.
Em maio de 2012 o Cartel fez um lançamento em dose dupla: “A Barbada” foi o single da banda e também a primeira cerveja artesanal totalmente pensada, produzida e distribuída pela banda.
Em outubro de 2013 foi a vez de “Lembranças de Melancia” lançado como single e também em lyric vídeo, e em fevereiro de 2014 o Cartel lançou o clipe de “O Diabo é da Fronteira”.
Em setembro de 2015, a banda lançou o EP "O Guia Prático do Churrasqueiro das Galáxias". no 1º Showrrasco Beneficente do Cartel, um evento beneficente na Praça Araguaia no bairro Assunção, na orla do Guaíba em Porto Alegre.
Em 2016 lançou o single "Enquanto a Ceva Não Gela" no festival Domingo no Parque, no Auditório Araújo Vianna. Também organizou nesse ano o 2º Showrrasco Beneficente do Cartel.
Em 2017, com apoio da Secretaria de Cultura do Município de Porto Alegre, gravaram o álbum Cartélico Vol. 1 - Fronteira, Trago e Querência. O disco conceitual conta com as participações de diversos músicos do cenário musical gaúcho, que emprestaram seu talento e suas vozes para os personagens da história. São eles: Neto Fagundes, Duda Calvin, Cristiano Wortmann, Carlos Carneiro, Izmália Ibias, Jacques Maciel, Leandro Pelotas Nunes, Iuri Sanson, Luciano Leães, entre outros. o disco foi o único a figurar como indicado em todas as categorias do Prêmio Açorianos de Música, nos quesitos Melhor Compositor, Melhor Intérprete, Melhor Instrumentista, e Melhor Disco.
Ainda em 2017, no dia 30 de novembro, com o auxílio de um financiamento coletivo , a banda gravou seu primeiro DVD no Teatro Renascença, no Rio Grande do Sul.
Em 2019 lançou o DVD Cartélico Vol.1 - Ao Vivo e tocou pela primeira vez no palco do Ginásio Gigantinho em Porto Alegre. A banda foi escolhida por unanimidade pelos Scorpions, Whitesnake e Helloween para participar do festival Rock Ao Vivo. Além disso, lançou um novo single intitulado "Picareta".
Em 2020 o Cartel da Cevada lançou os singles "Lei Seca", uma faixa escondida do seu primeiro disco em nova roupagem, e "Capim Loucura" 

## Integrantes
- Igor Assunção - vocal e guitarra
- Nando Rosa - guitarra
- Leo Bacchi - baixo
- Dudu Polidori - bateria
- Lucas Rosa - o Diabo

### Ex-Integrantes
- Richard Zimmer - baixo
- Rodrigo Zeilmann - baixo
- Samuel Sbaraini - bateria
- Tiago Azevedo - bateria
- Alberto Andrade - bateria
- Santto Nerva - o Diabo

## Discografia

### Discos de estúdio (Full length)
- Cartel da Cevada (2011)
- Cartélico vol.1 - Fronteira, Trago e Querência (2017)

### EPs esingles
- "A Barbada" (2012)
- "Lembranças de Melancia" (2013)
- O Guia Prático do Churrasqueiro das Galáxias (2015)
- "Enquanto a Ceva Não Gela" (2016)
- "Picareta" (2019)
- "Lei Seca" (2020)
- "Capim Loucura" (2020)

## Videografia

### DVD
- Cartélico vol.1 - Ao Vivo (2019)

### Clipes
- "Elas por Elas" (2012) (com a participação de Paulão de Carvalho dos Velhas Virgens)
- "A Barbada" (2012)
- "O Diabo é da Fronteira" (2014)
- "Bacontato (de 1º grau)" (2016)
- "Enquanto a Ceva não Gela" (2016)
- "O Assador (ao vivo)" (2019)
- "Lei Seca" (2020)